# Veikko Vainio
Veikko Olavi Vainio (Kotka, 1º aprile 1948) è un ex cestista finlandese.

## Carriera
Con il KTP ha vinto la Korisliiga nella stagione 1966-1967. Si è poi trasferito negli Stati Uniti alla Brigham Young University, facendo poi ritorno in patria, giocando nel Pantterit dal 1971 al 1974.
Con la Finlandia ha disputato gli Europei 1967, venendo selezionato nel quintetto ideale della manifestazione. Vanta complessivamente 68 presenze e 414 con la propria Nazionale.

## Palmarès
- Campionato finlandese: 1

KTP-Basket: 1966-67